# Gymnosporia heterophylla
Gymnosporia heterophylla là một loài thực vật có hoa trong họ Dây gối. Loài này được (Eckl. & Zeyh.) Loes. mô tả khoa học đầu tiên năm 1896.

## Hình ảnh

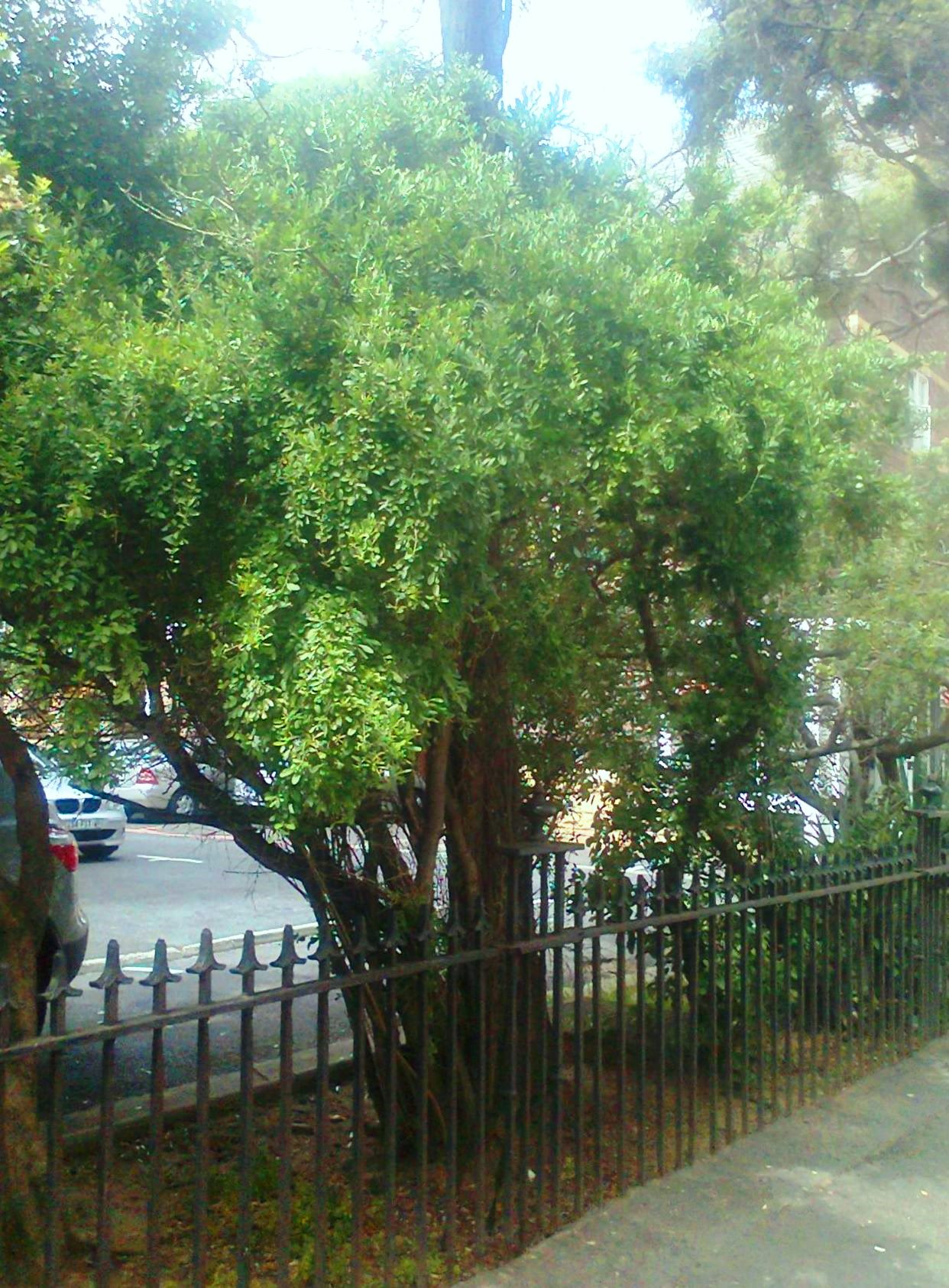
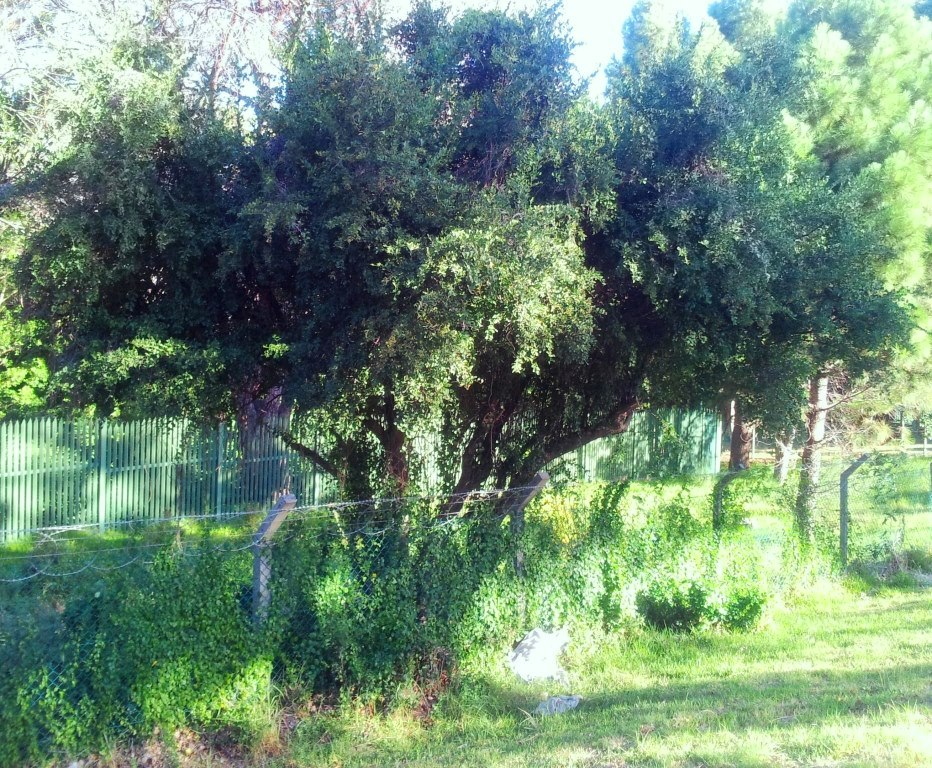
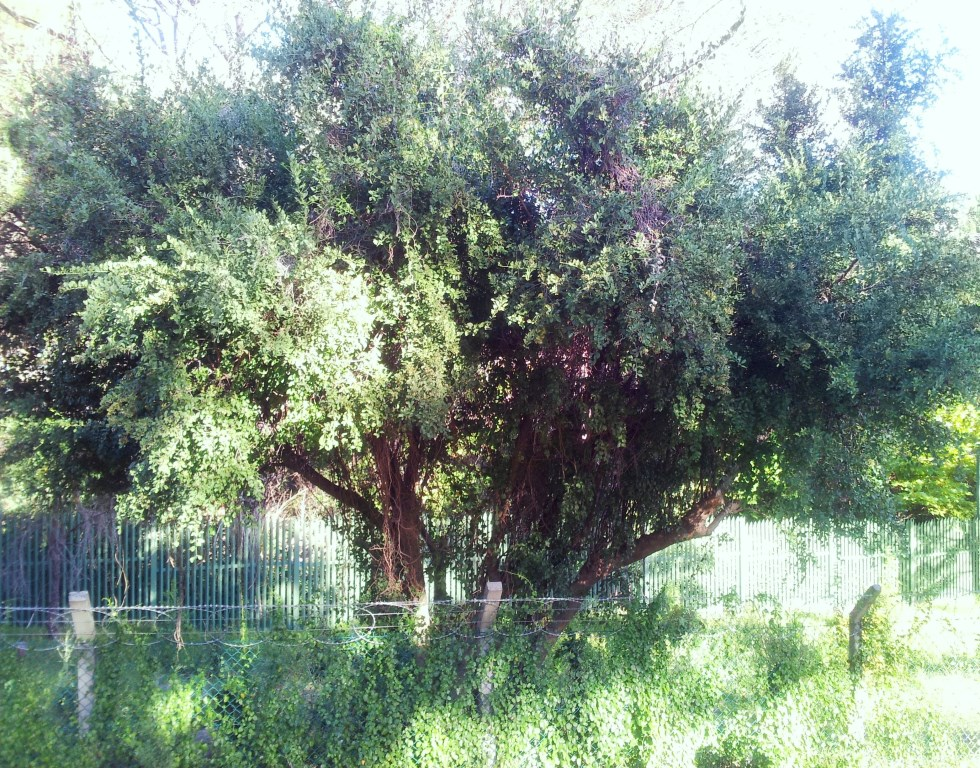
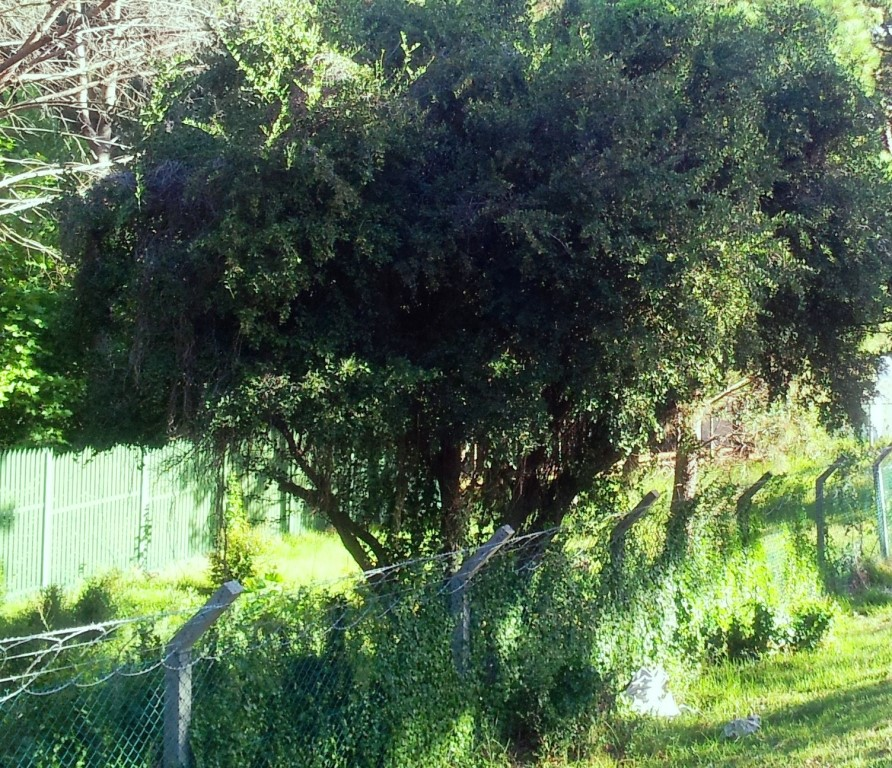